# Romponcelle
Romponcelle est un hameau de la ville et commune belge de Chiny situé en Région wallonne dans la province de Luxembourg.
Avant la fusion des communes de 1977, Romponcelle faisait partie de la commune de Jamoigne.
Romponcelle compte 54 habitations et 150 habitants.

## Situation
Romponcelle est un hameau gaumais occupant la partie sud-est du village de Jamoigne auquel il se raccorde par les rues de la Chavée et de la Maladrerie. Il avoisine aussi les localités de Valansart, Prouvy et Frenois et se trouve à quelques hectomètres au sud de la vallée de la Semois.

## Étymologie
La localité s'orthographie Ramponciel en 1207, Romponceas en 1242, Ramponcel en 1244, Ramponciaz en 1271 et Ramponceis en 1295.
Le nom du hameau pourrait venir du latin Romanorum ad Pontem Cellea signifiant littéralement : Celle (habitation ou baraquement) près du pont des Romains.

## Patrimoine
Située au n° 6 de la rue de la Chavée, la ferme de Belle-Vue a été construite en 1756 pour Norbert Laurent, amodiateur du château du Faing. La façade n'a subi aucune modification depuis 1756. Même les marronniers de l'entrée auraient été plantés à cette époque. Cette imposante bâtisse en pierre du pays est reprise sur la liste du patrimoine immobilier classé de Chiny depuis 1991. Elle est toujours la propriété de la même famille depuis six générations. L'exploitation agricole a cessé à la fin de 1990.
La statue de Notre-Dame de la Chavée se trouve au sud de Romponcelle sur la colline de la Chavée culminant à l'altitude de 380 m. Placée sur une butte, elle est accessible par deux escaliers. Elle représente une Vierge à l'Enfant.

## Activités
Depuis 2003, Romponcelle est le cadre de la Romponpon Tournante, une foire aux vins où les vignerons et autres artisans reçoivent le public dans les caves (caveaux) des villageois le premier week-end d'avril. Elle s'inspire de la fête de la Saint-Vincent tournante en Bourgogne.